# برتونيلة عضلية
برتونيلة عضلية (الاسم العلمي: Bartonella pachyuromydis) هي نوع من البكتيريا تتبع جنس البرتونيلة من فصيلة البارتونيلات.